# Elitettan
L'Elitettan è il secondo livello professionistico del campionato svedese femminile di calcio. Comprende 14 squadre.

## Storia recente
Il formato attuale venne creato nel 2013. Le prime due classificate vengono promosse in Damallsvenskan, la massima serie del campionato svedese femminile di calcio. Le squadre classificate agli ultimi tre posti vengono retrocesse in Division 1.

## Albo d'oro
| Stagione | Vincitore            | Altre promozioni |
| -------- | -------------------- | ---------------- |
| 2013     | Eskilstuna United    | AIK              |
| 2014     | Mallbackens IF Sunne | Hammarby         |
| 2015     | Kvarnsvedens IK      | Djurgården       |
| 2016     | Limhamn Bunkeflo     | Hammarby         |
| 2017     | Växjö DFF            | IFK Kalmar       |
| 2018     | Kungsbacka DFF       | KIF Örebro       |
| 2019     | Umeå IK              | IK Uppsala       |
| 2020     | AIK                  | Hammarby         |
| 2021     | Umeå IK              | IFK Kalmar       |
| 2022     | Växjö DFF            | IFK Norrköping   |

## Statistiche

### Vittorie per squadra
| Club                 | Vittorie | Anni       |
| -------------------- | -------- | ---------- |
| Umeå IK              | 2        | 2019, 2021 |
| Växjö DFF            | 2        | 2017, 2022 |
| Eskilstuna United    | 1        | 2013       |
| Mallbackens IF Sunne | 1        | 2014       |
| Kvarnsvedens IK      | 1        | 2015       |
| Limhamn Bunkeflo     | 1        | 2016       |
| Kungsbacka DFF       | 1        | 2018       |
| AIK                  | 1        | 2020       |